# Pieve di San Giovanni Battista (Recenza)
La pieve di San Giovanni Battista è un edificio di culto situato a Recenza, nel comune di Sovicille, nella provincia di Siena.
Si tratta di uno dei più antichi edifici sacri nel territorio di Sovicille. Dotato di una struttura semplice ad unica navata, contiene tracce di affreschi del Quattrocento e un altare maggiore risalente al XVIII secolo che presenta evidenti forme barocche. La pieve si trova nel borgo di Recenza, agglomerato medievale risalente all'anno mille e corrispondente ad un antico insediamento etrusco: nel XVII secolo venne acquistato dalla nobile famiglia dei Nastasi.